# Besigheim (przystanek kolejowy)
Besigheim (niem: Bahnhof Besigheim) – przystanek kolejowy w Besigheim, w regionie Badenia-Wirtembergia, w Niemczech. Znajduje się w km 29,8 linii Frankenbahn. 
Według klasyfikacji Deutsche Bahn posiada kategorię 5.

## Opis
Przystanek jest obsługiwana przez pociągi regionalne. Na torze nr 1 zatrzymują się pociągi w kierunku Heilbronn, na torze nr 2 kierunku Stuttgartu.
| Trasa | Trasa                                                                                | Częstotliwość                                                                 |
| ----- | ------------------------------------------------------------------------------------ | ----------------------------------------------------------------------------- |
| RB R1 | Stuttgart – Ludwigsburg – Bietigheim-Bissingen – Heilbronn – Neckarsulm/ Osterburken | Tak 60 minutowy (pomiędzy Stuttgartem a Heilbronn, w odstępach 30-minutowych) |

## Linie kolejowe
- Frankenbahn